# Diriamba
Diriamba è un comune del Nicaragua facente parte del dipartimento di Carazo.
Qua è nato il politico Rafael Ángel Calderón Fournier.